# ピュー語
ピュー語（IPA: [pjù bàðà]）とはシナ・チベット語族に属する消滅した言語で、1千年紀までのビルマ（ミャンマー）中央部で使用されていた。
ピュー語は、紀元前2世紀から9世紀にかけて繁栄していたピュー族の都市国家で公用語として使用されていた。また、ピューの宮廷ではサンスクリットとパーリ語もピュー語と共に使用されていた。中国の史料には、800年と802年に楽人を伴ったピューの使節が唐の宮廷を訪れ、舞踏とサンスクリットの歌曲を披露したことが記録されている。雲南の南詔から進出したビルマ族がピューの都市国家を圧迫した9世紀後半から、ピュー語の使用頻度は減少していく。ビルマ族が建国したパガン王朝時代の碑文にもピュー語は使用されており、ビルマにおける公用語としての地位を喪失した後も12世紀末までは使用されていた。パガン王朝の元でビルマ語が主要な地位を占めるようになり、13世紀に入るとかつてのピューの支配領域だった上ビルマでもピュー語は消滅する。

## 分類

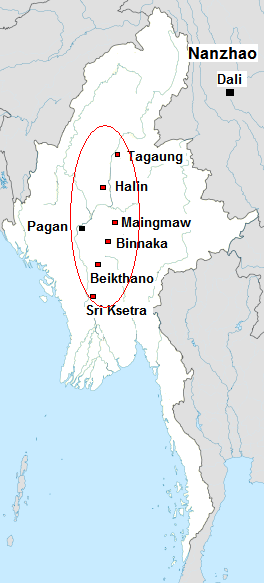
ピューの城郭都市の分布。赤線で囲まれた地域がピューの勢力範囲にあたる。

ピュー語はシナ・チベット語族に属する古ビルマ語と関連があるが、両者の類似性の程度については意見が分かれている。言語学者のジェイムズ・マティソフは暫定的にピュー語をロロ・ビルマ語群に分類し、David Bradleyはピュー語はサク語に極めて近い言語と推定している。一方で、ジョージ・ヴァン・ドリームはピュー語をシナ・チベット語族から分岐した「落葉」の一つと見なし、ヌン語群と呼ばれる小語群との類似性を指摘されることもある。

## ピュー文字
ピュー語はブラーフミー系文字に属する文字で書き表されていた。南インドのカダンバ文字がピュー文字の原型だと推定されている。研究者のAung-Thwin Michaelは、ピュー文字はビルマ語やモン語を書き表すモン文字の原型だと推測している。
パガン王朝時代、1112年頃に奉納されたミャ・ゼーディー碑文にはビルマ語、モン語、パーリ語と共にピュー語も刻まれていた。ピュー語の話者は政治的・文化的影響力を失って久しいと思われるが、碑文が奉納された時点では文字の読み書きができる人間はまだ存在していた。1911年にイギリスのオットー・ブラグデンはミャ・ゼーディー碑文に刻まれていた他の三つの文字と比較してピュー文字を解読し、プローム（ピェー、ピイ）近辺で話されていたチベット・ビルマ系の言語と結論付けた。

## 翻訳元参考文献
- Aung-Thwin, Michael (2005). The mists of Rāmañña: The Legend that was Lower Burma (illustrated ed.). Honolulu: University of Hawai'i Press. ISBN 978-0-8248-2886-8
- Harvey, G. E. (1925). History of Burma: From the Earliest Times to 10 March 1824. London: Frank Cass & Co. Ltd
- Htin Aung, Maung (1967). A History of Burma. New York and London: Cambridge University Press